# 牡丹山
牡丹山（ぼたんやま）は、新潟県新潟市東区の町字。現行行政地名は牡丹山一丁目から牡丹山六丁目。住居表示実施済み区域。郵便番号は950-0872。

## 概要
1981年（昭和56年）から現在までの町名。通船川南部の砂丘上に位置する。もとは江戸時代から1889年（明治22年）まであった牡丹山新田の区域の一部で、地名の由来は王瀬の長者の牡丹園があったという伝説による。
1丁目から6丁目があり、主要道路沿いには各種企業が進出。他は住宅地となっている。

### 隣接する町字
北から東回り順に、以下の町字と隣接する。
- 下木戸
- 上木戸
- 竹尾
- 中山
- 山木戸

## 歴史
1624年（寛永元年）に下木戸村の枝郷として開発。
- 1889年（明治22年）4月1日 : 合併により木戸村の大字となる。当初は牡丹山新田と称した。
- 1901年（明治34年）11月1日 : 合併により石山村の大字となる。
- 1943年（昭和18年）5月3日 : 合併により新潟市の大字となる。
- 2007年（平成19年）4月1日 : 新潟市の政令指定都市移行により、東区の大字となる。

## 世帯数と人口
2018年（平成30年）1月31日現在の世帯数と人口は以下の通りである。
| 丁目         | 世帯数    | 人口    |
| ------------ | --------- | ------- |
| 牡丹山一丁目 | 409世帯   | 909人   |
| 牡丹山二丁目 | 253世帯   | 558人   |
| 牡丹山三丁目 | 454世帯   | 1,049人 |
| 牡丹山四丁目 | 503世帯   | 1,035人 |
| 牡丹山五丁目 | 385世帯   | 790人   |
| 牡丹山六丁目 | 269世帯   | 672人   |
| 計           | 2,273世帯 | 5,013人 |

## 小・中学校の学区
市立小・中学校に通う場合、学区は以下の通りとなる。
| 丁目         | 番地                              | 小学校               | 中学校               |
| ------------ | --------------------------------- | -------------------- | -------------------- |
| 牡丹山一丁目 | 23〜24番 31〜32番 33番17～31号    | 新潟市立木戸小学校   | 新潟市立木戸中学校   |
| 牡丹山一丁目 | 1～22番 25～30番 33番1～16号 34番 | 新潟市立木戸小学校   | 新潟市立東新潟中学校 |
| 牡丹山二丁目 | 全域                              | 新潟市立木戸小学校   | 新潟市立東新潟中学校 |
| 牡丹山三丁目 | 全域                              | 新潟市立牡丹山小学校 | 新潟市立木戸中学校   |
| 牡丹山四丁目 | 全域                              | 新潟市立牡丹山小学校 | 新潟市立木戸中学校   |
| 牡丹山五丁目 | 全域                              | 新潟市立牡丹山小学校 | 新潟市立木戸中学校   |
| 牡丹山六丁目 | 8～15番                           | 新潟市立牡丹山小学校 | 新潟市立木戸中学校   |
| 牡丹山六丁目 | 1～7番                            | 新潟市立竹尾小学校   | 新潟市立木戸中学校   |

## 主な企業・施設
- 新潟市立牡丹山小学校
- 新潟牡丹山郵便局
- コメリホームセンター 牡丹山店
- イエローハット 赤道店

## 交通

### 道路
- 新潟県道4号新潟港横越線